# Občina Majšperk
Občina Majšperk (slovinsky Občina Majšperk, německy Gemeinde Monsberg) je jednou z 212 občin ve Slovinsku. Nachází se v Podrávském regionu na území historického Dolního Štýrska. Občinu tvoří 26 sídel, její rozloha je 72,8 km² a k 1. lednu 2017 zde žilo 4 016 obyvatel. Správním střediskem občiny je vesnice Majšperk.

## Členění občiny
Občina se dělí na sídla:
- Bolečka vas
- Breg
- Doklece
- Dol pri Stopercah
- Grdina
- Janški vrh
- Jelovice
- Koritno
- Kupčinji Vrh
- Lešje
- Majšperk
- Medvedce
- Naraplje
- Planjsko
- Podlože
- Preša
- Ptujska Gora
- Sestrže
- Sitež
- Skrblje
- Slape
- Spodnja Sveča
- Stanečka vas
- Stogovci
- Stoperce
- Zgornja Sveča